# Il drago degli abissi
Il drago degli abissi (Behemoth, The Sea Monster o The Giant Behemoth) è un film di fantascienza del 1959 diretto da Eugène Lourié e Douglas Hickox. È il secondo capitolo della cosiddetta "trilogia dei dinosauri" di Lourié, composta anche da Il risveglio del dinosauro e Gorgo.

## Trama

Immagine del mostro tratto dal trailer originale del film.

Mentre a Londra lo scienziato americano Steve Karnes interviene ad una conferenza che ha come argomento principale le conseguenze dei test nucleari, i pescatori di un villaggio in Cornovaglia sono molto preoccupati e in agitazione a causa della misteriosa morte di un loro compagno avvenuta in concomitanza con una strana, improvvisa ed inspiegabile moria di pesci.
Karnes, insieme al collega Bickford, munito di un'apposita strumentazione, si reca sul posto e rileva un'inconsueta e elevatissima radioattività nel mare, probabile causa della strage di pesci lamentata recentemente dai pescatori.
Dopo aver localizzato l'area di massima concentrazione del fenomeno, e averla raggiunta, i due scorgono emergere dalle acque, tra le ombre della notte, la terribile e spaventosa sagoma di un mostro marino.
Posto suo malgrado di fronte a tale orrore, Karnes conclude che quello è il prodotto della reazione scatenata dai ripetuti esperimenti atomici portati recentemente a termine nelle vicinanze, esperimenti che hanno inevitabilmente alterato i millenari equilibri naturali, e risvegliato dai fondali marini una creatura preistorica, mutandola in una specie di gigantesca centrale vivente di energia radioattiva.
Sfuggendo a ogni possibile controllo, e rivelandosi pressoché invulnerabile alle armi convenzionali che l'esercito adopera contro di lui, nel vano tentativo di sconfiggerlo, il mostro nuota lungo la costa, raggiunge l'estuario del Tamigi e comincia a risalire il fiume in direzione di Londra. La paura della distruzione incombe sulla città, ma lo scienziato americano, a bordo di un piccolo sottomarino, insegue la creatura e l'annienta sparandole contro un siluro imbottito di radio, ponendo così definitivamente fine all'incubo che incombe sulla metropoli.

## Produzione
Il mostro, una sorta di bronto-plesiosauro, definito nel film "paleosauro", fu ideato da Willis O'Brien con l'assistenza di Pete Peterson.
Le riprese dal vivo furono girate in Gran Bretagna, a Londra, mentre gli effetti speciali con animazione a passo uno di modelli furono girati in uno studio di Los Angeles dove, inoltre, i trucchi ottici furono integrati con le scene riprese dal vivo.
Pete Peterson, assistente di Willis O'Brien, realizzò la maggior parte delle animazioni, straordinariamente fluide e misurate, benché all'epoca soffrisse già di sclerosi multipla.
A causa poi del budget ristretto, la scena in cui il mostro fracassa un modellino di auto fu utilizzata per ben tre volte, nello stesso film, ripresa però da angolazioni diverse.

## Distribuzione
Il film fu distribuito nel Regno Unito col titolo Behemoth, the Sea Monster e negli Stati Uniti come The Giant Behemoth da Allied Artists Pictures.
La versione USA del film non accredita Douglas Hickox come co-regista insieme a Eugène Lourié.

## Critica
Secondo Fantafilm, "il film condivide con il più riuscito Il risveglio del dinosauro (e con ovvi riferimenti a Godzilla e al Mostro dei mari) la preoccupazione suscitata dagli "effetti collaterali" derivanti dalla sperimentazione nucleare in termini di danni sull'ambiente e sugli esseri viventi. Nonostante la presenza di nomi grossi agli effetti speciali, Behemoth tuttavia non risulta ben sostenuto, e le peculiarità migliori, quelle che meglio creano suspense, attesa e atmosfera, sono le sequenze in cui compare la creatura mostruosa mentre si muove tra le foschie e la semioscurità notturna."